# Abre Campo
Abre Campo este un oraș din unitatea federativă Minas Gerais, Brazilia.